# Ahusat
Ahusat (hebräisch אֲחֻזַּת ʾǍḥuzzat) ist ein Personenname im Buch Genesis (Gen 26,26 ) mit der Vokalisierung des Masoretischen Textes. Ahusat ist die in deutschsprachigen Bibeln übliche Schreibweise gemäß den ökumenischen Richtlinien zur Schreibweise biblischer Namen (Einheitsübersetzung, Gute Nachricht Bibel, Lutherbibel und weitere); in der Buber-Rosenzweig-Übersetzung (Die Schrift) und in der Zürcher Bibel lautet dieser Personenname Achusat.
Der Samaritanische Pentateuch (Samaritanus) vokalisiert diesen Personennamen als ʾĒzat, die Septuaginta transkribiert ihn altgriechisch Οχοζαθ Ochozath. In den Targumim und ihnen folgend in den Midraschim und vielen mittelalterlichen jüdischen Kommentaren wurde ʾǍḥuzzat dagegen nicht als Personenname, sondern als hebräisches Substantiv (Hapax legomenon) mit der Bedeutung „Gruppe (erg. seiner Freunde)“ aufgefasst. Dass es sich um einen Personennamen handelt, ist heute Konsens. Er stammt aus einer nicht-semitischen Sprache und ist in gleicher Weise gebildet wie die Personennamen Bechorat (1 Sam 9,1 ), Goliat (1 Sam 17,4 ) und Genubat (1 Kön 11,20 ).
In Gen 26,26-31  wird beschrieben, wie Abimelech begleitet von Ahusat und seinem Feldhauptmann Pichol einen Frieden mit dem Erzvater Isaak schließt, der einen Konflikt über Wasserrechte schlichtet. Beʾer Scheva, Ort des Vertragsabschlusses, erhält dabei seinen Namen. Ahusat und Pichol sind nach Meinung Herbert Donners als Zeugen dieses Vertrages zugegen. Diese Erzählung hat eine Dublette in Gen 21,22-32 , wo Abimelech in Begleitung von Pichol einen solchen Bund mit Abraham schließt; Ahusat wird im Masoretischen Text und im Samaritanus an dieser Stelle nicht erwähnt, wohl aber in der Septuaginta-Version von Gen 21,32. 
Ahusat wird als „Freund, Genosse, Gefährte“ (hebräisch מֵרֵַע* *mereʿa) Abimelechs, des Königs der Philisterstadt Gerar bezeichnet. „Freund des Königs“ ist ein im Alten Orient üblicher Beamten- und Hoftitel, ursprünglich eine Lehnübersetzung aus dem Altägyptischen. Seit dem Alten Reich wurden Kammerdiener des Pharao als śmr „Freund (erg. des Königs)“ tituliert. In der Amarna-Korrespondenz bezeichnete sich Abdi-Hepa, der Stadtkönig von Jerusalem, gegenüber Echnaton als LÚru-ḫi šarriri und zeigte damit, dass ihm dieser Titel neben anderen Auszeichnungen vom Pharao verliehen worden war. Am Hof König Davids hatte der biblischen Erzählung zufolge Huschai dieses hohe Amt inne. 
Jonathan D. Safren schlägt eine andere Deutung des Amtes (und der Anwesenheit) Ahusats vor. Er zieht zum Vergleich den Titel merḫûm heran, der in den Keilschrifttexten von Mari einen Aufseher über das königliche Weideland bezeichnet. Der Stadtkönig von Gerar, Abimelech, ließ sich demnach von seinem Aufseher über das Weideland begleiten, weil es um einen Konflikt um Wasserrechte ging, und Pichol war ebenfalls anwesend, um deutlich zu machen, dass man Vertragsverstöße mit militärischer Gewalt ahnden wolle. Weil der Titel und die Aufgaben eines Aufsehers über das Weideland in der späteren Königszeit nicht mehr bekannt waren, war die Anwesenheit Ahusats beim Vertragsschluss unverständlich, und dementsprechend wurde, so Safren, Ahusat in der jüngeren Parallelerzählung Gen 21,22-32  nicht mehr erwähnt.